# エミルセ・ソサ
エミルセ・ソサ（Emilce Sosa、1987年9月11日 - ）は、アルゼンチンの元女子バレーボール選手。元アルゼンチン代表。

## 来歴
フォルモーサ出身。2009年、アルゼンチン代表に初選出される。2011年より代表チームの主将を務め、ワールドグランプリ、ワールドカップ2011などに出場した。南米選手権では3大会連続で銀メダルを獲得している。
2015年のワールドカップ、2016年リオ五輪に出場した。2018年の世界選手権で代表チームを引退することを公表した。
2024年に現役引退。

## 人物
- 同性愛者であることを公表しており、ブラジル代表のミルカ・マルシリアと結婚している[3]。

## 球歴
- 世界選手権 - 2014年
- ワールドカップ - 2011年、2015年
- ワールドグランプリ - 2011年、2012年、2013年、2014年、2015年
- 南米選手権 - 2009年、2011年、2013年

## 所属クラブ
- Olímpico de Freyre（2005-2006年）
- Atlético Central Córdoba（2006-2007年）
- Boca Juniors（2007-2011年）
- CSMブカレスト（2011-2012年）
- CS Ştiinţa Bacău（2012-2014年）
- Sociedade Esportiva e Recreativa Rio do Sul（2014-2016年）
- Esporte Clube Pinheiros（2016-2017年）
- São Caetano Esporte Clube（2017-2018年）
- Brasília Vôlei（2018-2019年）
- San Lorenzo（2020-2021年）
- Brasília Vôlei（2021-2022年）
- CEF 5 La Rioja（2022-2024年）